# Wat Tambor
Wat Tambor är en fiktiv figur i Star Wars-universumet. Han är förman för Techno Union, en union av företag och planeter verksamma inom högteknologisk tillverkning och utveckling. Han är av rasen skakoan och måste bära en speciell skyddsdräkt för att inte explodera då lufttrycket på hans hemplanet är mycket högre än det humanoider vanligtvis brukar vistas i.
Wat Tambor förekommer i filmen Star Wars: Episod II – Klonerna anfaller som deltagare i Konfederationen av självständiga system (CIS) uppror mot Republiken. Han förekommer också i Star Wars: Episod III – Mörkrets hämnd när Darth Vader dödar alla ledarna för CIS-upproret.